# Micropuntia pulchella
Micropuntia pulchella es la única especie del género monotípico de plantas Micropuntia perteneciente a la familia de las cactáceas.

## Distribución y hábitat
El área de distribución nativa de esta especie se extiende en Estados Unidos (especialmente en California, Nevada y Utah en el desierto de Mojave). Crece principalmente en el bioma desértico o de matorrales secos.

## Taxonomía
El género fue descrito por J.S. Daston y publicado en American Midland Naturalist 36(3): 661–662, f. 1–3, en 1947.
La única especie fue descrita inicialmente como Opuntia pulchella por George Engelmann y publicada en Transactions of the Academy of Science of St. Louis 2(1): 201, pl. 3, en 1863, actualmente, es tanto un sinónimo como el basónimo de esta; y ulteriormente sería atribuida al género Micropuntia por Michael Patrick Griffith en Haseltonia: Yearbook of the Cactus and Succulent Journal 9: 91, en 2003.

#### Etimología
Micropuntia: nombre genérico que deriva de la combinación de los vocablos griegos μικρός (mikrós); "pequeña", y Opuntia, haciendo referencia su similitud con el género Opuntia y a su diminuto tamaño, característica principal de la especie.
pulchella: epíteto latino que significa "preciosa".